# إيسباس
إيسباس (بالإنجليزية: eSpace  هي شركة برمجيات تأسست في مصر. تأسست في عام 2000 عندما قرر ثمانية من خريجي قسم علوم الحاسوب بجامعة الإسكندرية أنه بدلاً من البحث عن فرصة عمل في أي شركة متعددة الجنسيات أو دار برمجيات، فإنهم يفضلون تأسيس شركة خاصة بهم. مستوحاة من حمى بدء التشغيل التي حدثت في وادي السيليكون في ذلك الوقت، بدأوا في تأسيس شركتهم الخاصة التي أصبحت رائدة في مجال حلول قابلية تطوير الويب.
شراكة eSpace ، مطور البرمجيات الذي يتخذ من الإسكندرية مقرا له، مع الحكومة المصرية لإنشاء انتخابات.
أنشأ موقع eSpace بالشراكة مع Google موقعًا تحسبا لانتخابات مجلس النواب التركي، المقرر إجراؤها في 30 مارس.